# Lac 3.1416
Lac 3.1416 är en sjö i Kanada.   Den ligger i regionen Côte-Nord och provinsen Québec, i den östra delen av landet, 700 km nordost om huvudstaden Ottawa. Lac 3.1416 ligger 198 meter över havet. Arean är 0,78 kvadratkilometer. Den sträcker sig 0,9 kilometer i nord-sydlig riktning, och 2,0 kilometer i öst-västlig riktning.
I omgivningarna runt Lac 3.1416 växer i huvudsak barrskog. Trakten runt Lac 3.1416 är nära nog obefolkad, med mindre än två invånare per kvadratkilometer.